# (3679) Condruses
(3679) Condruses es un asteroide perteneciente al cinturón de asteroides, descubierto el 24 de febrero de 1984 por Henri Debehogne desde el Observatorio de La Silla, Chile.

## Designación y nombre
Designado provisionalmente como 1984 DT. Fue nombrado Condruses en homenaje a la tribu celta de los Condrusos de la Galia Bélgica.